# Get Him Back
«Get Him Back» es una canción escrita por la cantante estadounidense Fiona Apple y producida por Mike Elizondo y Brian Kehew para su tercer álbum Extraordinary Machine (2005). Fue lanzado como CD sencillo promocional sólo para la radio triple A como cuarto sencillo del álbum el 6 de febrero de 2006 (ver Música en 2006).
En 2003, Extraordinary Machine, que fue producida originalmente por Jon Brion, fue presentada a los ejecutivos de Sony Music, quienes, según se informó, no estaban entusiasmados con el producto terminado y lo archivaron. El 26 de febrero de 2005, el DJ de radio Andrew Harms en 107.7 The End en Seattle comenzó a reproducir temas nunca antes escuchados de una copia pirata de Extraordinary Machine y, al poco tiempo, copias de mala calidad de «Not About Love», «Get Him Back» y «Used to Love Him» circulaban por Internet. Poco después, se lanzaron versiones con calidad de CD de todas las pistas a través del sitio web de BitTorrent, TorrentBox. En octubre de 2005 se lanzó una versión ampliamente reelaborada de Extraordinary Machine, coproducida por Mike Elizondo y Brian Kehew.
El Chicago Tribune publicó una comparación pista por pista de las versiones filtradas y oficiales del álbum, y escribió sobre «Get Him Back»: «Los rellenos de batería de Brion son más pronunciados y las cuerdas subrayan las voces, mientras que Ahmir Thompson de The Roots da la versión de Elizondo-Kehew tiene un ritmo más lineal». La revista Blender clasificó la versión oficial de la canción en el puesto treinta y cinco de su lista de «Las 100 mejores canciones de 2005».

## Personal
- Piano de Fiona Apple.
- Batería de Ahmir «Questlove» Thompson.
- Bajo Moog de Mike Elizondo.
- Teclados de Keefus Ciancia.